# Carrhotus sufflavus
Carrhotus sufflavus är en spindelart som beskrevs av Jastrzebski 2009. Carrhotus sufflavus ingår i släktet Carrhotus och familjen hoppspindlar. Inga underarter finns listade.